# Komerční banka
Komerční banka (с чеш. — «Коммерческий банк»; также используется аббревиатура KB (КБ)) — банк, принадлежащий финансовому конгломерату Société Générale (Сосьете́ женера́ль). В Чехии обслуживает около 1,7 млн клиентов.
Банк предоставляет комплексные услуги как физическим лицам, так и бизнес-организациям.
В конце 2015 года в фирме работало 7538 сотрудников. В 2015 году у банка было 397 филиалов и 772 банкоматов.
Банк семь раз он был получал награду Банк года (2004, 2005, 2007, 2011, 2012, 2016 и 2017 году). Пять раз он занял второе место и четыре раза занял третье место.

## История компании
Банк был основан в январе 1990 года, когда вышел из состава Государственного банка Чехословакии. В 1990 году его создали государственное финансовое учреждение, но уже 5 марта 1992 года был преобразован в акционерное общество и акции банка попали под управление Фонда национального имущества Чехии.
В июле 1995 года акции банка вышли на международные рынки. В ноябре 1997 года правительство Чешской республики приняло решение о продаже большой доли акций стратегическому инвестору, который должен был обеспечить дальнейшее развитие компании отдельно от государства. В августе 1999 года был открыт конкурс для поиска партнёра.
В июне 2001 года правительство Чехии продало свою долю финансовой группе Société Générale по цене 40 миллиардов чешских крон. В течение первых месяцев после покупки новый собственник сменил руководство банка.
В 2006 году КБ выкупил 40 % акций строительного обществе Синяя пирамида немецкой компании BHW Holding AG.

## Структура собственности
Крупнейшие акционеры KB (на 31 марта 2011 года) с долей уставного капитала, превышающей 3 %:
- Société Générale S.A. — 60,353 %
- Chase Nominees Limited — 4,708 %
- Nortrust Nominees Limited — 4,436 %
- State Street Bank and Trust Company — 3,952 %

Количество акционеров банка на 31 декабря 2007 года составило 42 706 юридических и физических лиц.
Общий уставный капитал банка к 7. 10. 2011 составляет 19 004 926 000 крон и делится на 38 009 852 шт. зарегистрированных акций с номиналом 500 CZK.

## Экономические результаты
| Год                | 2005    | 2006    | 2007    | 2008   | 2009   | 2010   | 2011  | 2012   | 2013   |
| Оборот(млн. крон)  | 513 856 | 597 555 | 588 692 |        |        |        |       |        |        |
| Прибыль(млн. крон) | 9 148   | 8 747   | 10 710  | 13 233 | 11 007 | 13 330 | 9 475 | 13 954 | 12 528 |